# Palmer (Nebraska)
Palmer é uma vila localizada no estado americano de Nebraska, no Condado de Merrick.

## Demografia
Segundo o censo americano de 2000, a sua população era de 472 habitantes.
Em 2006, foi estimada uma população de 450, um decréscimo de 22 (-4.7%).

## Geografia
De acordo com o United States Census Bureau, a localidade tem uma área de 1,4 km², sem área coberta por água.

## Localidades na vizinhança
O diagrama seguinte representa as localidades num raio de 28 km ao redor de Palmer.